# Starting Quarterback

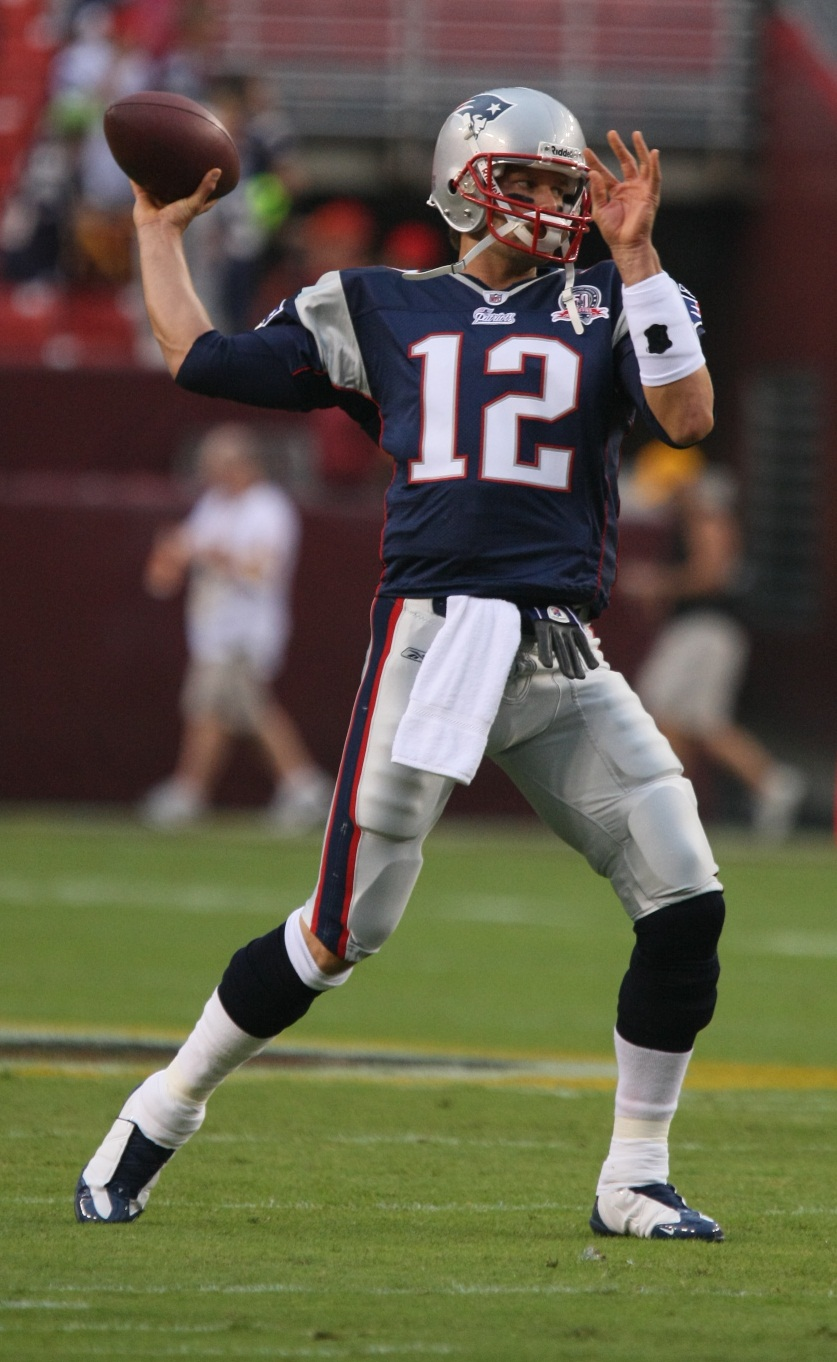
Tom Brady, Starting Quarterback der New England Patriots von 2001 bis 2019

Der Starting Quarterback ist eine übliche Bezeichnung für den Stammquarterback einer American-Football-Mannschaft. Als Starter werden im American Football, die Spieler bezeichnet, die beim ersten Spielzug ihrer Einheit (Offense bzw. Defense), auf dem Feld stehen und somit von Anfang an spielen. Er gilt oft als wichtigster Spieler eines Teams und als Aushängeschild eines Franchise. Daher werden herausragende Starting Quarterbacks auch als Franchise Quarterbacks bezeichnet.
Mit sieben Super-Bowl-Siegen war Tom Brady bei seinem Karriereende der erfolgreichste Starting Quarterback der NFL. Der älteste Starting Quarterback war Steve DeBerg, der 1998 im Alter von 44 Jahren und 279 Tagen für die Atlanta Falcons auflief.